# Eupoca bifascialis
Eupoca bifascialis är en fjärilsart som beskrevs av Walker 1863. Eupoca bifascialis ingår i släktet Eupoca och familjen Crambidae. Inga underarter finns listade i Catalogue of Life.